# Emolient

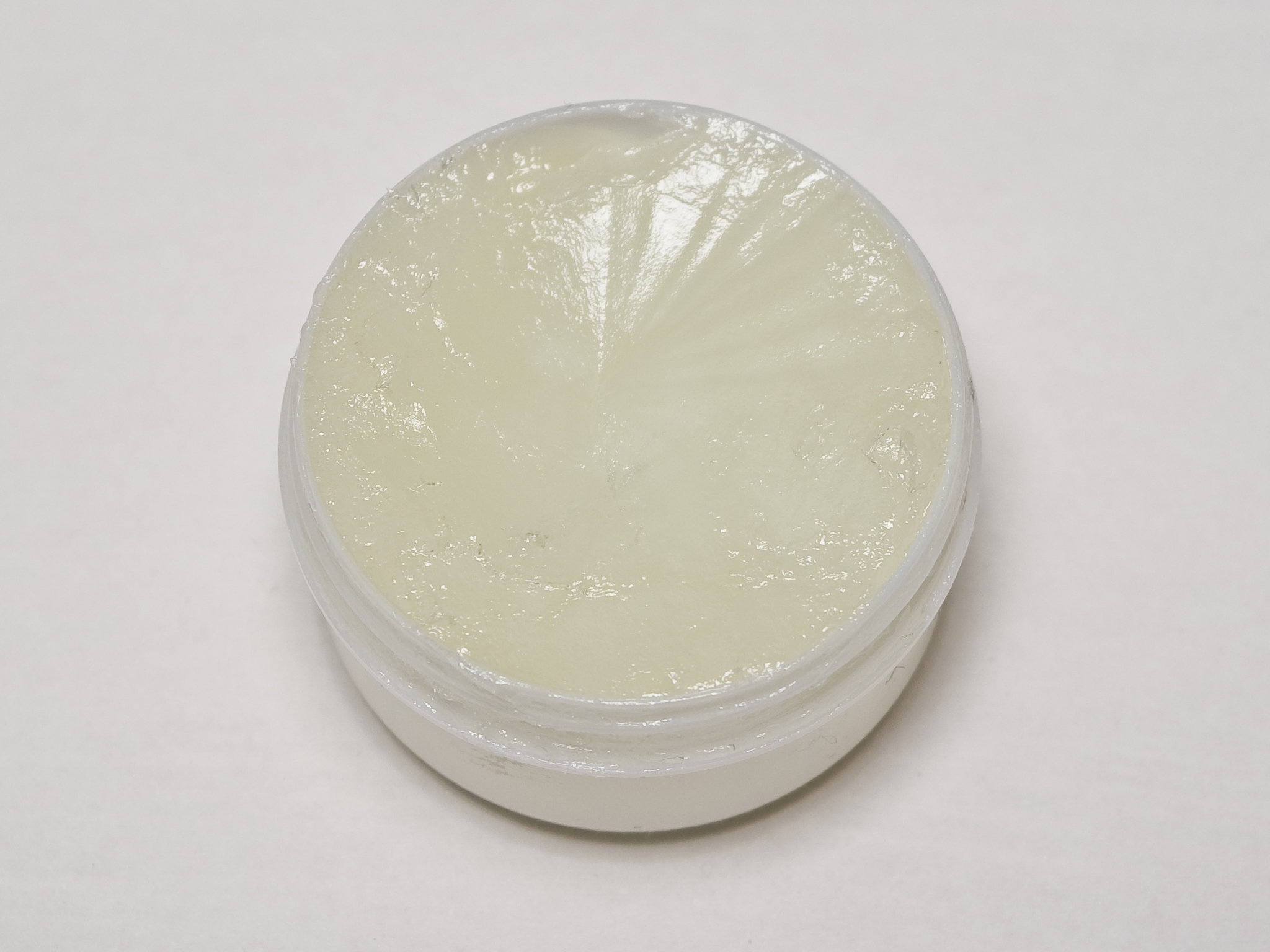
Vaselină albă

Emolienții sunt produse medicamentoase sau cosmetice utilizate pentru protecția, hidratarea și netezirea pielii. Astfel, produsele emoliente se administrează direct pe piele, iar ca formulări există creme, unguente, uleiuri sau prafuri. De obicei, produsele utilizate sunt pe bază de vaselină, ulei de ricin, alcool cetilic, lanolină, unt de shea, etc.